# NGC 5682
NGC 5682 (również PGC 52107 lub UGC 9388) – galaktyka spiralna z poprzeczką (SBb), znajdująca się w gwiazdozbiorze Wolarza. Odkrył ją 13 kwietnia 1850 roku George Stoney – asystent Williama Parsonsa.
W galaktyce tej zaobserwowano supernową SN 2005ci.